# Pustegränd

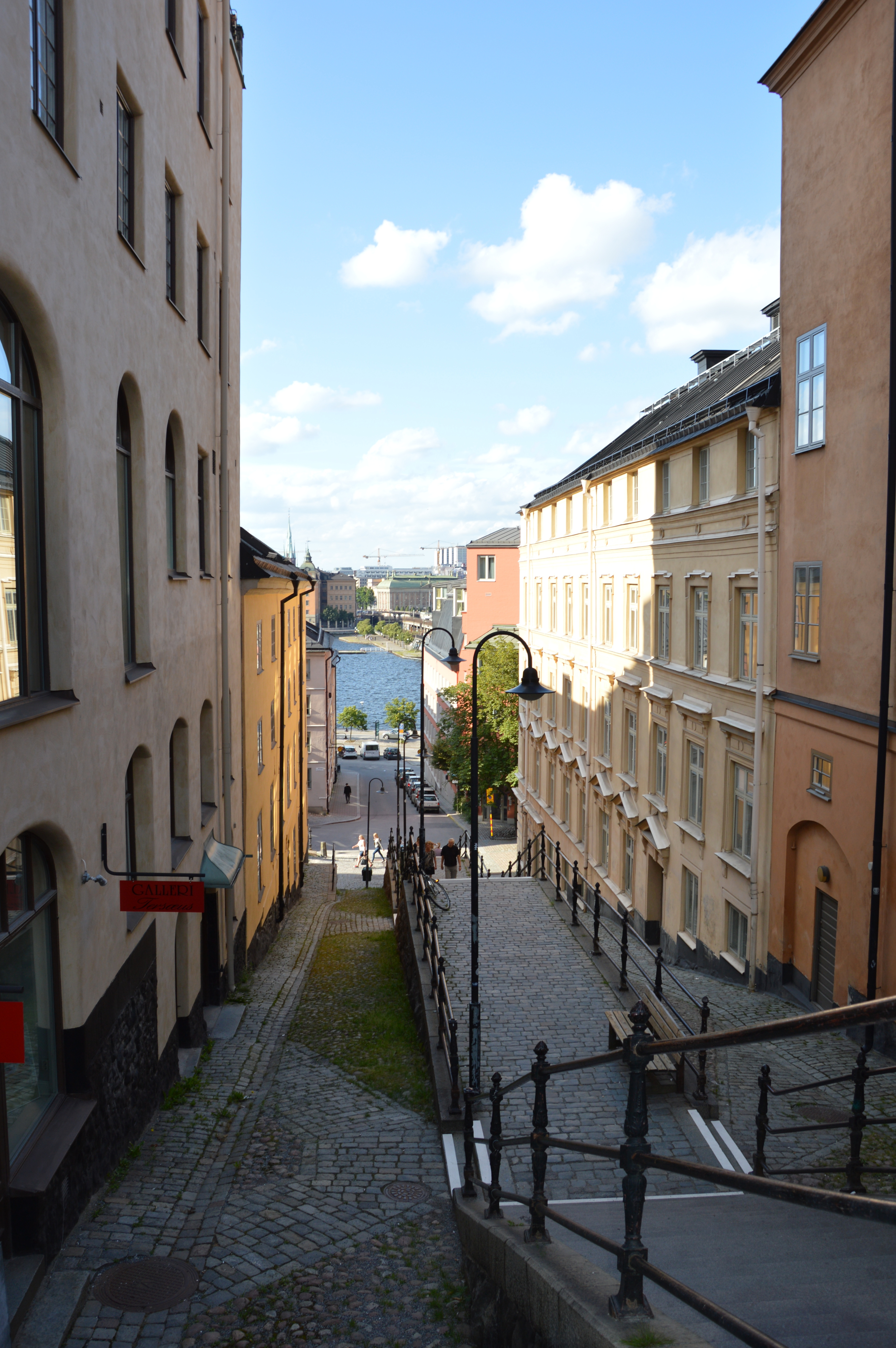
Pustegränd, Blick von Norden

Pustegränd ist eine Gasse in der schwedischen Hauptstadt Stockholm.

## Lage
Die Gasse liegt im Stadtviertel Mariaberget im Nordwesten der Insel Södermalm und bildet die östliche Grenze Mariabergets. Sie verläuft über etwa 130 Meter von der Straße Söder Mälarstrand steil bergauf nach Süden, vorbei an Bastugatan und Brännkyrkagatan und mündet in die Hornsgatan. In ihrem südlichen Teil ist sie als Treppe ausgestaltet.

## Geschichte
Den Namen Maria Pustegränd erhielt die Gasse im Jahr 1946. Zuvor waren die Namen Ragvaldsgatan oder Ragwalds Backe gebräuchlich. Als ältester bekannter Name ist aus dem Jahr 1670 Ragwaldszgatan überliefert. Dieser Name ging vermutlich auf einen 1635 erwähnten Ragvald Larsson zurück. Bereits im Jahr 1679 wird jedoch auch Puste gränden als Name erwähnt, der jedoch nach 1880 verschwindet. Während die Straße dann Ragvaldsgatan hieß, wurden die Treppen Riddarfjärden hinunter als Ragvaldstrappor oder Ragvaldstrapporna bezeichnet. Direkt am Ufer ist auf einer Karte von Petrus Tillaeus aus dem Jahr 1733 eine Anlegestelle eingezeichnet, die Anfang des 19. Jahrhunderts als Ragvalds bro bezeichnet wurde. Dieser Name war noch bis in die 1930er Jahre gebräuchlich, obwohl es denn Anlegesteg bereits nicht mehr gab.